# Al-Jiza
Al-Jiza (tiếng Ả Rập: الجيزة, cũng đánh vần el-Jeza, tiếng tiếng Thổ Nhĩ Kỳ: El Cize) là một thị trấn ở miền nam Syria, một phần hành chính của Tỉnh Daraa, nằm ở phía đông Daraa. Các địa phương lân cận bao gồm al-Mataaiya ở phía nam, Ghasm ở phía đông nam, al-Sahwah ở phía đông bắc, al-Musayfirah ở phía bắc, Kahil ở phía tây bắc và al-Taybeh ở phía tây.

## Lịch sử
Trong sổ đăng ký thuế của Ottoman năm 1596, đó là một ngôi làng nằm ở nahiya của Butayna, một phần của Qada Hawran, dưới tên Jiza. Nó có dân số 19 hộ gia đình và 7 cử nhân, tất cả đều là người Hồi giáo. Họ đã trả mức thuế cố định 40% cho các sản phẩm nông nghiệp, bao gồm lúa mì, lúa mạch, vụ hè, dê và ong, ngoài các khoản thu không thường xuyên; tổng cộng 7.215 akçe. Tất cả doanh thu đã đi đến một waqf.
Năm 1838, el-Jizeh được ghi nhận là một đống đổ nát, nằm "Ở Nukrah, phía tây Busrah".
Theo Cục Thống kê Trung ương Syria, al-Jiza có dân số 14.700 trong cuộc điều tra dân số năm 2004. Đây là trung tâm hành chính của al-Jiza nahiyah ("cấp dưới") bao gồm ba địa phương với dân số tập thể là 21.100 vào năm 2004.

## Cư dân đáng chú ý
- Hamza Ali Al-Khateeb (1997-2011)